# Coeloplana agniae
Coeloplana agniae är en kammanetart som beskrevs av Dawydoff 1930. Coeloplana agniae ingår i släktet Coeloplana och familjen Coeloplanidae. Inga underarter finns listade i Catalogue of Life.